# Big Syke
Tyruss Himes, (født 22. november 1968, død 5. december 2016) bedre kendt under sit kunstnernavn Big Syke, var en amerikansk rapper. Hans kunstnernavn er en revision af sit barndoms øgenavn, "Little Psycho".

## Biografi
I 1990 startede Big Syke en rapgruppe kaldet Evil Mind Gangstas. Han mødte Tupac Shakur i 1992, og blev medlem af Shakurs gruppe Thug Life. Efter Thug Life blev opløst, og efter at Shakur blev løsladt fra fængslet, medvirkede Big Syke på fire numre på Shakurs album All Eyez on Me; "Picture Me Rollin'", "When We Ride", "All Eyez on Me" og "Check out Time". Han var også medlem af Shakurs senere gruppe, Outlawz, hvor han fik navnet "Mussolini", opkaldt efter Italiens diktator Benito Mussolini.

## Diskografi

### Soloalbum
- Be Yo' Self (1996)
- Big Syke Daddy (2001)
- Street Commando (2002)
- Big Syke (2002)
- Big Syke: Volume 1 (2007)

### Samarbejdsalbum
- Evil Mind Gangsta's – All Hell Breakin' Loose (1992)
- Thug Life: Volume 1 (1994)
- Thug Law: Thug Life Outlawz Chapter 1 (2001)
- Thug Law: Thug Life Outlawz Chapter 2 (2003)